# Adelphenaldis cellabsentibus
Adelphenaldis cellabsentibus är en stekelart som beskrevs av Fischer och Samiuddin 2008. Adelphenaldis cellabsentibus ingår i släktet Adelphenaldis och familjen bracksteklar. Inga underarter finns listade i Catalogue of Life.